# Bad Man
Bad Man (englisch Schlechter Mann) ist ein Lied der US-amerikanischen Metal-Band Disturbed. Es erschien am 18. November 2022 als dritte Single ihres achten Studioalbums Divisive. Das Lied wurde bei den Grammy Awards 2024 in der Kategorie Best Metal Performance nominiert.

## Inhalt
Bad Man ist ein Alternative-Metal-Song, der von dem Sänger David Draiman, dem Gitarristen Dan Donegan, dem Bassisten John Moyer, dem Schlagzeuger Mike Wengren und Drew Fulk geschrieben wurde. Der Text ist in englischer Sprache verfasst. Bad Man ist 3:22 Minuten lang, wurde in der Tonart Cis-Dur geschrieben und weist ein Tempo von 175 BPM auf. Das Lied wurde mit dem Produzenten Drew Fulk in einem namentlich nicht bekannten Studio in Nashville aufgenommen. Drew Fulk mischte zusammen mit Jeff Dunne und Trent Woodman das Lied, während Ted Jensen das Mastering übernahm. Das Lied entstand durch Improvisation. Donegan bat den Produzenten Drew Fulk um einen aggressiven und direkten Beat und spielte daraufhin ein synkopisches Riff. Sänger David Draiman begann damit, eine Melodie zu scatten, bei dem die Wörter „bad man“ herauskamen.
Laut dem Schlagzeuger Mike Wengren ist das Lied stark vom Russischen Überfall auf die Ukraine beeinflusst. Mit dem Lied will die Band nicht mit dem Finger auf den russischen Präsidenten Wladimir Putin zeigen, da es „eine lange Liste von Personen gibt, auf die die Beschreibung zutreffen würde“. Bei dieser Person könne es sich definitiv auch um eine schlechte Frau handeln. Jedoch hätte sich die Band auf den schlechten Mann verständigt, da die Wörter „bad man“ von der Anzahl der Silben besser zum Rhythmus des Liedes passen würde. Laut Dan Donegan will die Band dem Hörer die Interpretation überlassen. Es hätte aber „schon immer viele Menschen gegeben, die Sachen für Macht, aus Gier oder wegen Geld machen“. Es würde „eine Menge Personen existieren, die als böse Typen durchgehen würden“.
| „Oh, bad man What’s the reason why? Oh, innocents always have to die By your hand No, I will never understand Why these cowards bow to your demands They’re all victims of another bad man“ – Refrain, Originalauszug | „Oh, schlechter Mann Was ist der Grund dafür? Oh, das Unschuldige immer sterben müssen durch deine Hand Nein, ich werde nie verstehen Warum diese Feiglinge sich deinem Verlangen beugen Sie sind alle Opfer eines weiteren schlechten Mannes“ – Refrain, Übersetzung |

## Musikvideo
Für das Lied wurde ein Musikvideo veröffentlicht, bei dem Tristan Holmes Regie führte. Das Video wurde mit Hilfe der künstlichen Intelligenz Midjourney erstellt und enthält ungefähr 10.000 Frames, die über die Dauer von etwa einem Monat generiert wurden. Laut Tristan Holmes wurde das Video von der Notlage der Ukrainer inspiriert. Er selbst bezeichnet das Video als „ergreifenden und kraftvollen Kommentar der derzeitigen Lage der Welt“ und des „Aufstiegs von Autokratien“, nicht nur in Osteuropa, sondern auch in anderen Teilen der Welt. Das Video zeigt eine Reihe von Politikern, von denen einer Ähnlichkeiten zum ehemaligen US-Präsidenten Donald Trump aufweist, die von Blitzen umgeben sind. Im weiteren Verlauf werden Szenen einer dystopischen, von Konflikten heimgesuchten Welt gezeigt.

## Rezeption

### Rezensionen
Jannik Kleemann vom Onlinemagazin Metal.de schrieb, das Disturbed mit Bad Man wegen der Riffs und dem Staccato-Gesang „wohlige Erinnerungen an frühere Zeiten und Alben wach werden lassen“. Kai Butterweck vom Onlinemagazin laut.de bezeichnete Bad Man als „tight groovenden, metallisch scheppernden und satt produzierten Metal-Bulldozer“, kritisierte aber, dass der Refrain nicht „im Ohr bleiben will“.

### Chartplatzierung
| ChartsChartplatzierungen            | Höchstplatzierung | Wochen |
| ----------------------------------- | ----------------- | ------ |
| Vereinigte Staaten (Billboard Rock) | 49 (2 Wo.)        | 2      |